# Castello di Cholmondeley
Il castello di Cholmondeley è una residenza di campagna nella parrocchia civile di Cholmondeley, Cheshire, Inghilterra. Insieme ai suoi giardini ornamentali adiacenti, è circondato da un parco. Il sito dell'edificio è stato residenza della famiglia Cholmondeley fin dal XII secolo. L'attuale costruzione fu edificata all'inizio del XIX secolo per George Cholmondeley, I Marchese di Cholmondeley, che ne progettò la maggior parte sotto forma di castello merlato.

## Storia

### LaOld Hall
Il sito ove oggi sorge il castello di Cholomondeley fu sede della famiglia omonima dal XII secolo. Nel XVI secolo la casa era una casa a graticcio posta su una collina e attorniata da un fossato. Durante la guerra civile inglese del secolo successivo, la casa e la cappella vennero danneggiate dalle forze dei parlamentari e vennero poi riparate per merito di Robert Cholmondeley, I conte di Leinster.

Nel 1701 Hugh Cholmondeley, I conte di Cholmondeley commissionò a William Smith di Warwick la modifica di questa abitazione in una vera e propria residenza in mattoni con colonne, balaustre, parapetti e statue, per farne una vera e 

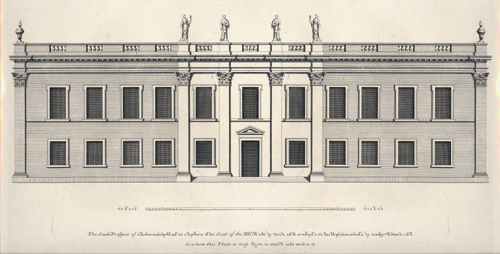
Il nuovo progetto per la Old Hall in un disegno del 1722

propria residenza signorile. Nel 1712 il progetto non era ancora stato completato e Cholmondeley chiese pertanto a John Vanbrugh di preparare un nuovo disegno, ma questo non venne mai realizzzato. Nel 1722 il progetto venne rifinito dai lavori metallici di Robert Bakewell. Nel XVIII secolo la casa venne abbandonata. Nel 1770 venne ereditata da George Cholmondeley, IV conte di Cholmondeley che decise di demolire gran parte della Old Hall e di rimpiazzarla con una nuova costruzione.

### Il castello
La nuova costruzione iniziò nel 1801. Il conte optò per la costruzione di un castello sul modello di quelli inglesi medievali e per questo contattò l'architetto William Turner di Whitchurch, ma gran parte del progetto fu redatto dallo stesso Cholmondeley. Il disegno della nuova costruzione contemplava l'utilizzo di pietra locale e materiali riciclati dalla precedente costruzione; l'interno doveva prevedere anche delle sale di rappresentanza La costruzione venne completata nel 1805. Nel 1817 George Cholmondeley (ora I marchese) iniziò una serie di ampliamenti alla struttura, costruendovi una nuova sala da pranzo. Due anni più tardi, fu aggiunta di una torre a sud su disegno dello stesso marchese, come pure due torrette angolari di forma ottagonale. Il marchese morì nel 1828 e poco dopo l'architetto Robert Smirke ottenne nuova commissione di ulteriori ampliamenti al castello, come la torre circolare a sudest del complesso. Questi ultimi lavori vennero completati nel 1829.

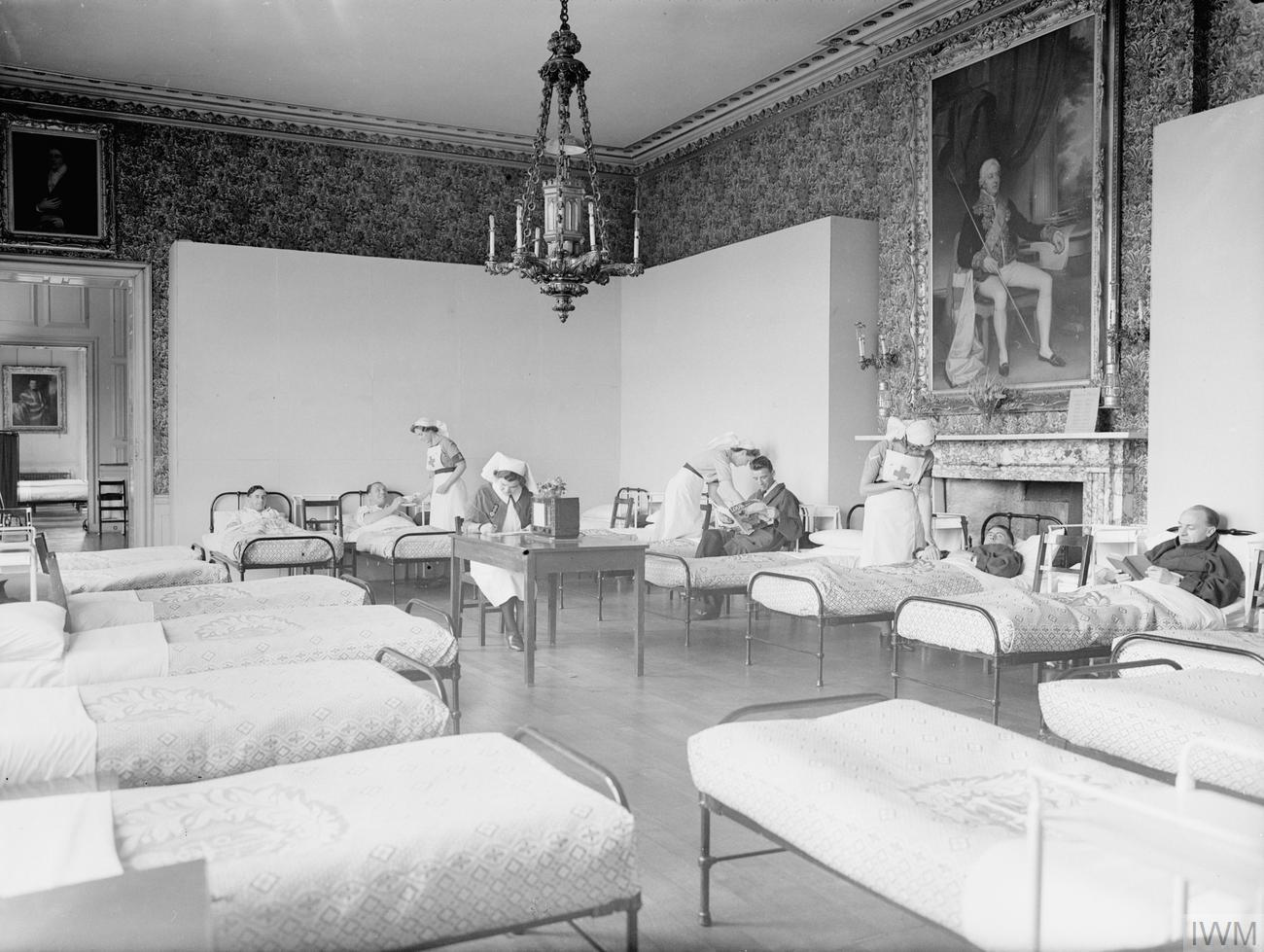
Una delle sale interne del castello convertite in uso al Royal Naval Auxiliary Hospital durante la seconda guerra mondiale

Durante la seconda guerra mondiale, tra il luglio e l'ottobre del 1940, il castello ed i terreni circostanti divennero sede del governo cecoslovacco in esilio dopo l'occupazione nazista. Successivamente, il luogo divenne la base dei preparativi dell'operazione Anthropoid, un tentativo di assassinio di Reinhard Heydrich. Il castello di Cholmondeley venne inoltre impiegato dal Royal Naval Auxiliary Hospital per curare quei militari di marina affetti da esaurimento nervoso.
Il 10 giugno 1952, l'abitazione fu riconosciuta di interesse artistico e culturale. L'attuale marchese, David Cholmondeley, VII marchese di Cholmondeley, non vive al castello, bensì a Houghton Hall, nel Norfolk. Il castello di Cholmondeley è stato la residenza della madre del marchese, Lavinia, sino alla sua morte nel novembre del 2015.